# Tejupilco de Hidalgo
Tejupilco de Hidalgo är en stad och administrativ huvudort i kommunen Tejupilco i delstaten Mexiko i Mexiko. Samhället hade 30 967 invånare vid folkräkningen 2020. Staden är mest känd för arkeologiska området San Miguel Ixtapan, vars utgrävningar lett till tecken på civilisation så långt bak som 12 000 år före kristus.
Staden grundades innan den spanska koloniseringen av Mexiko, då otomi, matlatzinca och mazahua-folket bosatte sig här. San Pedro-kyrkan i närheten av Miguel Hidalgos staty uppfördes på 1700-talet. I Tejupilco bakas ett speciellt bröd med färsk frukt, känt som niguas. Innerstadens gator kännetecknas av kullersten, smala gator och äldre arkitektur.